# Yau Tsz Yuk
Yau Tsz Yuk (chinesisch 丘梓郁, Pinyin Qiū Zǐyù, * 17. Juli 1976, vormals bekannt als Yau Kwun Yuen) ist ein Badmintonspieler aus Hongkong.

## Karriere
Yau Tsz Yuk gewann 1999 die Mexico International. Ein Jahr später wurde er nationaler Meister im Doppel und siegte auch bei den Peru International. 2003 wurde er nochmals Meister in Hongkong. 1999, 2001 und 2003 nahm er an den Weltmeisterschaften teil. Nach seiner sportlichen Karriere startete er eine Trainerlaufbahn.

## Sportliche Erfolge
| Saison | Veranstaltung                   | Disziplin    | Platz | Name                                    |
| ------ | ------------------------------- | ------------ | ----- | --------------------------------------- |
| 1999   | Weltmeisterschaft               | Mixed        | 33    | Chan Mei Mei / Yau Kwun Yuen            |
| 1999   | Weltmeisterschaft               | Herrendoppel | 33    | Ma Che Kong / Yau Kwun Yuen             |
| 1999   | Mexico International            | Herrendoppel | 1     | Ma Che Kong / Yau Tsz Yuk               |
| 1999   | Polish International            | Herrendoppel | 2     | Ma Che Kong / Yau Kwun Yuen             |
| 1999   | Polish International            | Mixed        | 2     | Yau Kwun Yuen / Chan Mei Mei            |
| 2000   | Hongkong: Einzelmeisterschaften | Herrendoppel | 1     | Ma Che Kong / Yau Kwun Yuen             |
| 2000   | Peru International              | Herrendoppel | 1     | Ma Che Kong / Yau Tsz Yuk               |
| 2001   | Weltmeisterschaft               | Herrendoppel | 9     | Ma Che Kong / Yau Tsz Yuk               |
| 2001   | Japan Open                      | Herrendoppel | 5     | Ma Che Kong / Yau Kwun Yuen             |
| 2003   | Weltmeisterschaft               | Mixed        | 17    | Yau Tsz Yuk / Louisa Koon Wai Chee      |
| 2003   | Weltmeisterschaft               | Herrendoppel | 17    | Yohan Hadikusumo Wiratama / Yau Tsz Yuk |
| 2003   | Hongkong: Einzelmeisterschaften | Herrendoppel | 1     | Yohan Hadikusumo Wiratama / Yau Tsz Yuk |